# Олешница
Олешнѝца (на полски: Oleśnica; на немски: Oels; на чешки: Olešnice) е град в Югозападна Полша, Долносилезко войводство. Административен център е на Олешнишки окръг, както и на селската Олешнишка община, без да е част от нея. Самият град е обособен в самостоятелна община с площ 20,96 км2.

## География
Градът се намира в историческата област Долна Силезия. Разположен е край река Олешница, на 30 километра североизточно от Вроцлав във физикогеографския макрорегион Силезийска равнина.

## История
Селището получава градски права през 1255 година от княз Хенрик III Бяли. От 1309 година е столица на Олешницкото княжество.
В периода 1975 – 1998 г. градът е част от Вроцлавското войводство.

## Население
Населението на града възлиза на 37 300 души (2017 г.). Гъстотата е 1780 души/км2.
Демографско развитие

## Личности
Родени в града
- Антони Чешински – полски професор, стоматолог
- Юлиус Хюбнер – немски художник
- Зигмар Полке – немски художник
- Войчех Бартник – полски боксьор, олимпийски медалист
- Моника Боли – полска актриса
- Збигнев Лешен – полски актьор
- Ришард Анджеяк – полски лекар
- Зджислав Яняк – полски музикант
- Анна Ядовска – полска режисьорка

## Градове партньори
- Хрудим, Чехия
- Варендорф, Германия
- Jaunay-Clan, Франция

## Фотогалерия
- Кметството
- Замъкът в Олешница